# Phenacodes aleuropa
Phenacodes aleuropa är en fjärilsart som beskrevs av Oswald Beltram Lower 1903. Phenacodes aleuropa ingår i släktet Phenacodes och familjen Crambidae. Inga underarter finns listade i Catalogue of Life.